# Бол, Йетсе
Йетсе Бол (нидерл. Jetse Bol, род. 8 сентября 1989 в Авенхорне, Нидерланды) — голландский профессиональный шоссейный велогонщик. С августа 2018 года выступает за испанскую проконтинентальную команду «Burgos BH».

## Достижения
2009
1-й  Олимпия Тур
1-й  Молодёжная классификация
1-й Пролог (КГ)
2010
1-й  Триптик де Мон э Шато
1-й Этап 2a (ИГ)
Тур Бретани
1-й  Очковая классификация
1-й  Молодёжная классификация
1-й Этап 1
1-й  Горная классификация Тур Пуату — Шаранты
1-й Этап 1 Тур Нормандии (ИГ)
2011
1-й  Олимпия Тур
1-й  Очковая классификация
1-й  Горная классификация
1-й Этапы 1 & 6
Тур Бретани
1-й  Молодёжная классификация
1-й Этапы 1 & 3
2-й Омлоп дер Кемпен
3-й Кернен Омлоп Эхт-Сюстерен
2015
1-й  Олимпия Тур
1-й Этап 3

## Статистика выступлений

### Гранд-туры
| Гонка           | 2014 | 2015 | 2016 | 2017 | 2018 |
| --------------- | ---- | ---- | ---- | ---- | ---- |
| Джиро д'Италия  | 156  | —    | —    | —    | —    |
| Тур де Франс    | —    | —    | —    | —    | —    |
| Вуэльта Испании | —    | —    | —    | 69   | 101  |